# گمینا پرلیوو
گمینا پرلیوو (به لهستانی:  Gmina Perlejewo) یک گمینا در لهستان است که در شهرستان شمیاتچه واقع شده‌است. گمینا پرلیوو ۱۰۶٫۳۲ کیلومتر مربع مساحت و ۳٬۱۴۹ نفر جمعیت دارد.